# Scolopsis japonica
Scolopsis japonica là một loài cá biển thuộc chi Scolopsis trong họ Cá lượng. Loài cá này được mô tả lần đầu tiên vào năm 1793.

## Từ nguyên
Từ định danh hàm ý đề cập đến Nhật Bản, tuy nhiên khả năng cao là mẫu định danh đến từ đảo Java. Cuvier (1830) có nói rằng, mặc dù Bloch cho rằng mẫu cá này đến từ Nhật Bản, nhưng ông thường xuyên nghiên cứu với các mẫu cá từ đảo Java hơn. Có vẻ như những thương gia người Hà Lan đã lừa gạt Bloch khi bán mẫu cá này cho ông, hoặc ông đã nhầm lẫn giữa javanese và japanese.

## Tình trạng phân loại
Russell và cộng sự (2022) cho thấy, có ba loài cùng tồn tại dưới danh pháp Scolopsis vosmeri, bao gồm S. vosmeri thực sự cùng S. japonica và Scolopsis curite, vốn trước đây được xem là đồng nghĩa của S. vosmeri.
Cả ba loài đều có hình thái tương tự nhau và đã bị nhầm lẫn về mặt phân loại, nhưng phân tích phát sinh loài dựa vào mã vạch DNA cho thấy chúng khác nhau về mặt tiến hóa. S. vosmeri dễ phân biệt với S. japonica và S. curite bởi có một sọc trắng dọc theo bên thân, đốm đen trên hầu hết các vảy (so với đốm vàng lục ở S. japonica và S. curite), không có đốm đen rõ ràng (đôi khi có một đốm nhỏ nhưng mờ) ở gốc trên vây ngực (so với đốm đen nhỏ hình nêm có ở cả S. japonica và S. curite), cuống đuôi màu trắng (so với cuống đuôi thường là màu vàng ở S. japonica và S. curite), vây bụng và vây hậu môn có màu đỏ thẫm đến đỏ cam (so với màu vàng ở S. japonica và S. curite).
S. japonica và S. curite không thể phân biệt được nếu chỉ dựa vào màu sắc, nhưng chúng khác nhau về cấu trúc phần ngạnh ở rìa trước nắp mang. Rìa trước nắp mang ở S. japonica có cấu trúc răng cưa đơn giản, trong khi S. curite có ngạnh cứng và xù xì hơn.

## Phân bố
S. japonica có phân bố rộng rãi ở Tây Thái Bình Dương, từ miền nam Nhật Bản dọc theo bờ nam Trung Quốc xuống các vùng thuộc Biển Đông, giới hạn phía tây đến vịnh Thái Lan, xa nhất ở phía nam đến vùng tây bắc Úc. Ngoại trừ vùng tây bắc Úc, chưa có ghi nhận nào cho thấy loài này mở rộng phạm vi vượt qua thềm Sunda.
S. japonica nhìn chung được tìm thấy trên nền đáy cát hoặc bùn gần các rạn san hô, ở độ sâu khoảng 30 m.

## Mô tả
Chiều dài cơ thể lớn nhất được ghi nhận ở S. japonica là 16 cm. Hầu hết vảy cá, ngoại trừ vảy ở vùng ngực và cuống đuôi, là có đốm màu vàng lục. Cuống đuôi màu vàng. Một sọc trắng dày từ gáy xuống nắp mang, và một vệt trắng mờ dưới hốc mắt. Rìa trên của nắp mang màu đen, rìa dưới màu cam phớt đỏ. Gốc trên vây ngực có một đốm đen nhỏ hình nêm. Các vây có màu vàng.
Số gai vây lưng: 10; Số tia vây lưng: 9; Số gai vây hậu môn: 3; Số tia vây hậu môn: 7; Số tia vây ngực: 17–20; Số gai vây bụng: 1; Số tia vây bụng: 5.